# 拉欽 (戈羅霍夫區)
50°34′10″N 24°43′20″E / 50.56944°N 24.72222°E
拉欽（烏克蘭語：Рачин），是烏克蘭的村落，位於該國西部沃倫州，由盧茨克區負責管轄，始建於1629年，面積14.72平方公里，海拔高度218米，2001年人口386，人口密度每平方公里26.23人。

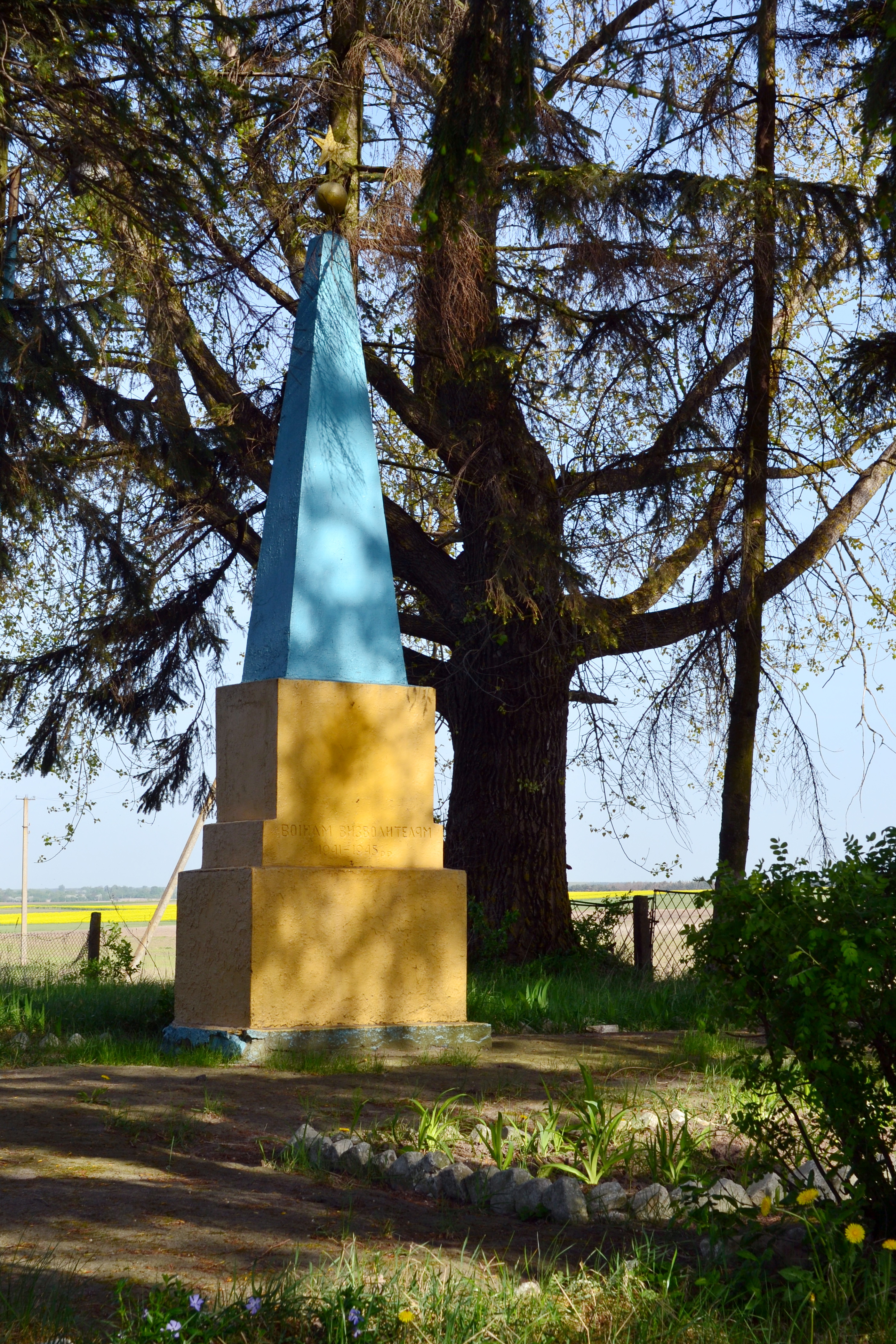